# Crateva religiosa
Espèce
Crateva religiosa, communément appelé poire à l'ail sacrée — ses fleurs ont une odeur d'ail — ou barma sacré, est une espèce d'arbre à fleurs des régions tropicales et subtropicales, à croissance lente, à feuilles caduques, avec une couronne très ramifiée de feuillage brillant et une écorce marquée de taches blanches. Certains spécimens peuvent atteindre 30 m de haut. Il se développe mieux dans un sol riche et légèrement acide. C'est un membre de la famille des câpres. Il est parfois appelé l'arbre araignée parce que ses fleurs portent de longues étamines évoquant les pattes d'une araignée. Il est natif du Japon, de l'Australie, d'une grande partie de l'Asie du Sud-Est et de plusieurs îles du Pacifique Sud. Il est couramment cultivé près des temples et des tombes en Inde, où il est considéré comme un arbre sacré. Il est aussi cultivé comme arbre ornemental, ses fleurs étant très appréciées.

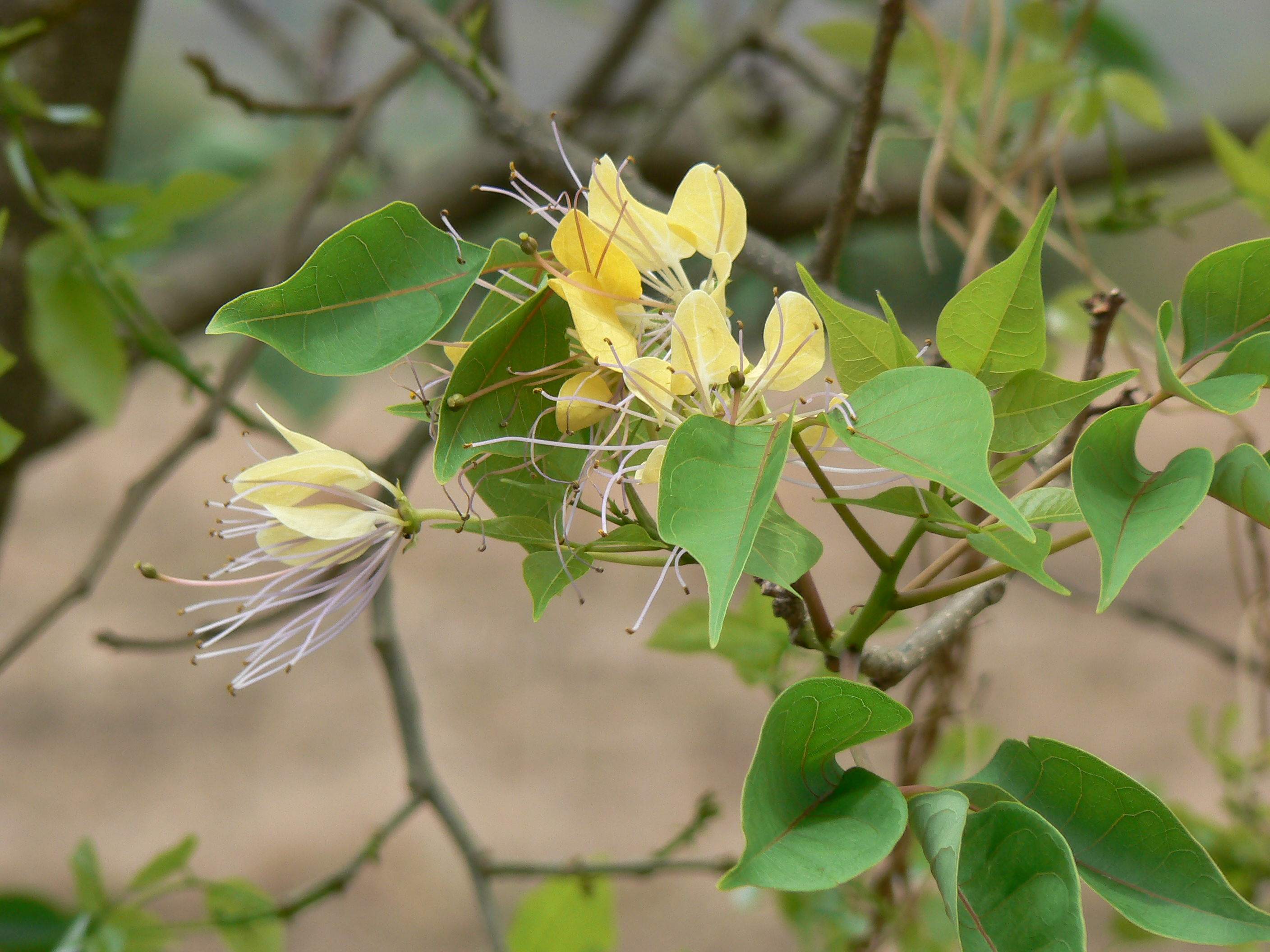
Fleur de Crateva religiosa

Le fruit de l'arbre, toxique, peut être consommé rôti. Les feuilles et jeunes pousses sont consommées comme légume. Elles constituent un substitut d'épinard. 
Le jus de l'écorce ou de la racine de la tige amère est utilisé en décoction comme laxatif contre les coliques et comme fébrifuge. L'écorce est aussi utilisée pour stimuler l'appétit. L'écorce et les feuilles sont pilées et appliquées en cataplasme contre les rhumatismes. Les feuilles sont également chauffées et appliquées pour traiter les maux d'oreilles. Quant aux fleurs, elles sont considérées comme astringentes et cholagogues et, marinées, comme stomachiques. Le fruit séché est utilisé en médecine.
Hors de la médecine traditionnelle, la pulpe du fruit, mélangée avec du mortier, a été utilisée pour fabriquer du ciment et comme mordant en teinture. Le bois, blanc-jaunâtre, devenant brun en vieillissant, est utilisé dans la fabrication d'objets.